# Alexander Buono
Alexander Marcus Buono (* in Portland, Oregon) ist ein US-amerikanischer Regisseur, Kameramann und Filmproduzent.

## Leben
Er schloss ein Doppelstudium an der USC School of Cinematic Arts in Filmproduktion und Standfotografie ab. Buono ist mit Tamsin Rawady verheiratet.

## Karriere
Buono begann seine Karriere bei Saturday Night Live, wo er ein Jahrzehnt lang als Kameramann für die SNL Film Unit arbeitete und Hunderte von Kurzfilmen drehte. Im Jahr 2003 erhielt Alex eine Oscar-Nominierung für den Box-Kurzfilm Johnny Flynton, den er produzierte und drehte. Buono schrieb und produzierte die Sportdokumentation Bigger Stronger Faster*, die 2008 auf dem Sundance Film Festival Premiere feierte. Anschließend koproduzierte und drehte Buono den Kultfilm Hooligans. Er verließ SNL um bei der Mockumentary-Serie Documentary Now! Regie zu führen und sie zu produzieren. Für die er vier Emmy-Nominierungen erhalten hat. Er unterrichtet Filmproduktionstechniken in einem Workshop mit dem Titel Visual Storytelling.

## Filmografie (Auswahl)

### Regie
- 2015–2022: Documentary Now! (27 Folgen)
- 2016: City Encounters
- 2017: Idiotsitter (1 Folge)
- 2018: Detroiters (2 Folgen)
- 2020: Future Man (3 Folgen)
- 2022: Matrjoschka (4 Folgen)
- 2022: Christmas Always Finds Its Way (1 Folge)
- 2023–2024: Based on a True Story (6 Folgen)
- 2024: Cosmetic Criminals

### Produzent
- 2005: Hooligans
- 2008: Bigger, Stronger, Faster*
- 2016: City Encounters
- 2015–2022: Documentary Now! (27 Folgen)
- 2022: Matrjoschka  (7 Folgen)
- 2023 – 2024: Based on a True Story (16 Folgen)

### Kamera
- 1996: Twister
- 1997: Die 12 Geschworenen
- 1997: Teen-Spirit 2000
- 1998: Armageddon – Das jüngste Gericht
- 2001: Snipes
- 2001: Hollywood Palms
- 2002: Johnny Flynton
- 2003: Dead End
- 2005: Hooligans
- 2007: Shanghai Kiss
- 2008: Bigger Stronger Faster*
- 2008–2009: Mayne Street (13 Folgen)
- 2009: Numbers – Die Logik des Verbrechens (1 Folge)
- 2016–2019: Documentary Now! (2 Folgen)